# Os Morenos (escola de samba)
Grupo de Samba Os Morenos é uma escola de samba de Portugal, sediada em Estarreja.

## Intérprete
| Período | Nome                                        | Ref.  |
| ------- | ------------------------------------------- | ----- |
|         |                                             |       |
| 2020    | Rui Adrêgo, João Martins e Andreia Relveiro | [ 1 ] |

## Carnavais
| Ano  | Colocação    | Enredo                                                              | Carnavalesco | Ref                |
| ---- | ------------ | ------------------------------------------------------------------- | ------------ | ------------------ |
| 2004 | Campeão      |                                                                     |              | [ 2 ]              |
| 2005 | 3º lugar     |                                                                     |              | [ 3 ]              |
| 2006 | Campeão      |                                                                     |              | [ 4 ]              |
| 2007 | Campeão      |                                                                     |              | [ 5 ]              |
| 2008 | 3º lugar     |                                                                     |              | [ 6 ]              |
| 2009 | 3º lugar     |                                                                     |              | [ 7 ]              |
| 2010 | 3º lugar     |                                                                     |              | [ 8 ]              |
| 2011 | 3º lugar     |                                                                     |              | [ 9 ]              |
| 2012 | 3º lugar     |                                                                     |              | [ 10 ]             |
| 2013 | 3º lugar     |                                                                     |              | [ 11 ]             |
| 2014 | 3º lugar     |                                                                     |              | [ 12 ]             |
| 2015 | Vice-campeão |                                                                     |              | [ 13 ] [ 14 ]      |
| 2016 | Campeão      |                                                                     |              | [ 15 ]             |
| 2017 | 3º lugar     |                                                                     |              | [ 16 ]             |
| 2018 | Vice-campeão |                                                                     |              | [ 17 ]             |
| 2019 | 3º lugar     |                                                                     |              | [ 18 ] [ 19 ]      |
| 2020 | 4º lugar     | La pluma és lá lengua del alma Compositores:Ivan Silva e João Nobre |              | [ 20 ] [ 1 ] [ 1 ] |